# Korado Korlević

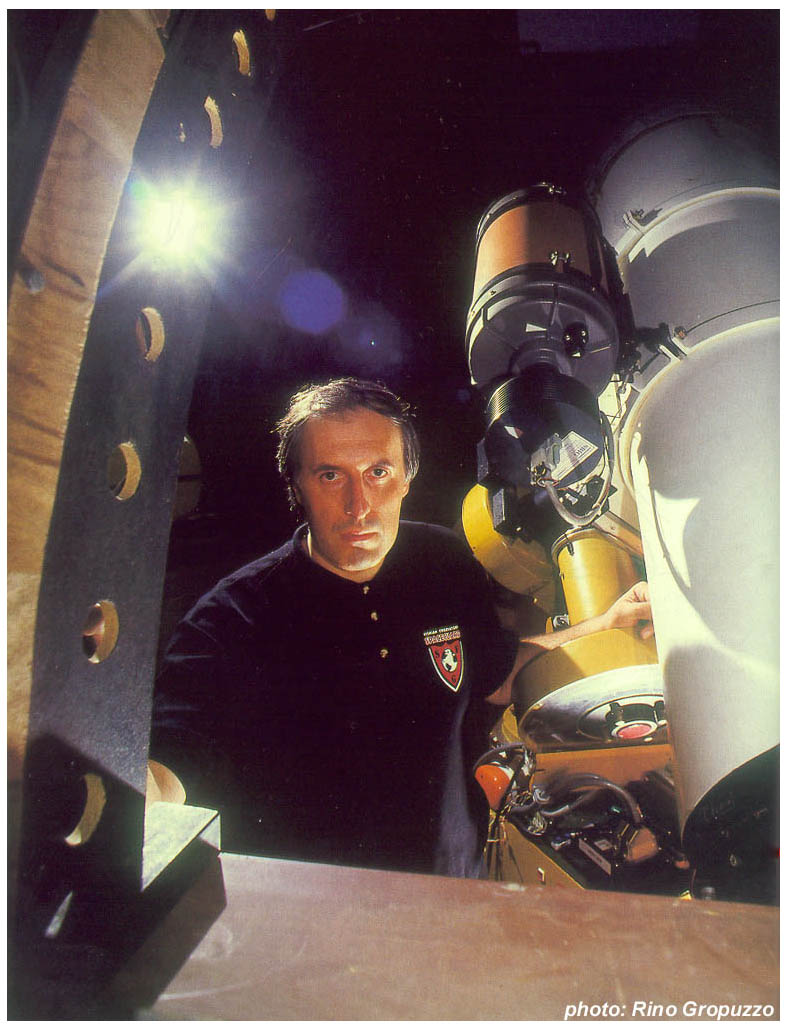
Korado Korlević

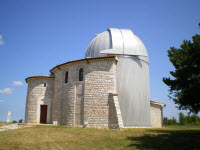
Observatorul Tican de unde a făcut numeroase descoperiri

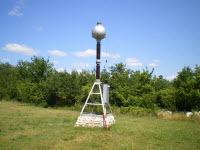
Antena Schumann - construită la Tican de echipa Višnjan

Korado Korlević (n. Poreč, 1958) este un astronom croat. Este un prolific descoperitor de asteroizi: 1197 în ianuarie 2007, care au fost catalogați în lista planetelor minore (alături de alte descoperiri) de la 7364 Otonkučera la (137971) 2000 CQ39, de asemenea a descoperit două comete: 183P/Korlević-Jurić și
203P/Korlević.